# Wereldkampioenschappen turnen 1909
De 4de Wereldkampioenschappen turnen werden in 1909 in Luxemburg,  Luxemburg, gehouden.

## Resultaten

### Mannen

#### All Round individueel
| Rang | Atleet          | Totaal  |
| ---- | --------------- | ------- |
| 1.   | Marco Torrès    | 163.250 |
| 2.   | Josef Čada      | 159.500 |
| 3.   | Armand Coidelle | 158.752 |

#### All Round team
| Rang | Team | Totaal  |
| ---- | --- | ------- |
| 1.   | Frankrijk Joseph Castiglioni, Auguste Castille, Armand Coidelle, Josef Martinez, Louis Ségura, Marcos Torrès | 950.500 |
| 2.   | Bohemen Josef Čada, Frantisek Erben, Frantisek Machovsky, Frantisek Mracek, Karel Stary, Ferdinand Steiner   | 940.500 |
| 3.   | Italië Pietro Borghi, Alberto Braglia, Otello Capitani, Angelo Mazzoncini, Guido Romano, Giorgio Zampori     | 924.250 |

#### Rekstok
| Rang | Atleet          | Totaal |
| ---- | --------------- | ------ |
| 1.   | Josef Martinez  | 24.000 |
| 2.   | Frantisek Erben | 23.750 |
| 2.   | K. Fuchs        | 23.750 |
| 2.   | Josef Čada      | 23.750 |

#### Brug met gelijke leggers
| Rang | Atleet           | Totaal |
| ---- | ---------------- | ------ |
| 1.   | Josef Martinez   | 24.000 |
| 2.   | Marco Torrès     | 23.570 |
| 2.   | Auguste Castille | 23.570 |
| 2.   | Josef Čada       | 23.570 |

#### Ringen
| Rang | Atleet            | Totaal |
| ---- | ----------------- | ------ |
| 1.   | Marco Torrès      | 23.750 |
| 1.   | Giorgio Romano    | 23.750 |
| 3.   | Giorgio Zampori   | 23.250 |
| 3.   | Angelo Mazzoncini | 23.250 |
| 3.   | Frantisek Erben   | 23.250 |

## Medailletabel
| Plaats | Land                 | Goud | Zilver | Brons | Totaal |
| 1      | Frankrijk            | 5    | 2      | 1     | 8      |
| 2      | Italië               | 1    | 0      | 3     | 4      |
| 3      | Bohemen              | 0    | 5      | 1     | 6      |
| 4      | Oostenrijk-Hongarije | 1    | 1      | 0     | 1      |
| Totaal | Totaal               | 6    | 8      | 5     | 16     |

1903 ·
1905 ·
1907 ·
1909 ·
1911 ·
1913 ·
1922 ·
1926 ·
1930 ·
1934 ·
1938 ·
1950 ·
1954 ·
1958 ·
1962 ·
1966 ·
1970 ·
1974 ·
1978 ·
1979 ·
1981 ·
1983 ·
1985 ·
1987 ·
1989 ·
1991 ·
1992 ·
1993 ·
1994 (individueel) ·
1994 (team) ·
1995 ·
1996 ·
1997 ·
1999 ·
2001 ·
2002 ·
2003 ·
2005 ·
2006 ·
2007 ·
2009 ·
2010 ·
2011 ·
2013 ·
2014 ·
2015 ·
2017 ·
2018 ·
2019 ·
2021 ·
2022 ·
2023